# Jimmy Davis
James Roger William "Jimmy" Davis (6. februar 1982 – 9. august 2003) var en fodboldspiller, der spillede for Manchester United, Swindon Town og Watford og også for Englands ungdomshold. Han blev dræbt i en bilulykke på M40 i Oxfordshire den 9. august 2003 i en alder af 21 år, da han havde to over den tilladte promille til at køre bil.